# Eburia quadrigeminata
Eburia quadrigeminata — вид жуков из семейства усачей (Cerambycidae).

## Описание
Длина взрослых насекомых составляет 12—25 мм. Косвенные расчеты указывают на то, что возраст личинок этих жуков может быть 10—40 лет. Однако, они основаны только на возрасте мёртвой древесины, из которой зафиксирован выход жуков (из половых досок, стен, мебели и т. п.). Активны с апреля по сентябрь. Личинки питаются древесиной, например, дуба, клёна, гикори, ясеня.